# Macintosh IIsi
Il Macintosh IIsi era un computer desktop distribuito in un'unità compatta. In sostanza era una versione meno potente del Macintosh IIci distribuita in un case più piccolo. Era dotato di una scheda madre ridisegnata alla quale erano state eliminate quasi tutti gli slot di espansione. Era il tentativo di realizzare una versione a basso costo di Macintosh (tipo i modelli LC), in alternativa alle versioni professionali e dotate di maggior espandibilità. Era dotato di una scheda grafica in grado di supportare al massimo la risoluzione di 640 x 480 a 8 bit. Necessitava di un monitor esterno.
Era disponibile con Hard Disk da 40 o 80 MB e floppy disk da 1.44 MB. Il coprocessore matematico Motorola 68882 era opzionale e andava montato su una scheda speciale.
Per tenere basso il costo la scheda grafica, condivideva la memoria con la CPU. Questa soluzione tecnica rallentava la scheda video.